# Ponsanooth
Ponsanooth är en by och en civil parish i Cornwall distrikt i Cornwall grevskap och riksdelen England, i den södra delen av landet, 400 km väster om huvudstaden London. Byn är belägen 10,9 km från Truro. Orten har 1 093 invånare (2015).